# Avenue U (stacja metra na Brighton Line)
Avenue U – stacja metra nowojorskiego, na linii B i Q. Znajduje się w dzielnicy Brooklyn, w Nowym Jorku i zlokalizowana jest pomiędzy stacjami Kings Highway i Neck Road. Została otwarta w 1919.